# مارثا لارسن جان
مارثا لارسن جان هي ناشطة سلام وأمينة مكتبة نرويجية، ولدت في 17 أبريل 1875، وتوفيت في 2 أغسطس 1954.